# Teyon
Teyon – polski producent i wydawca gier komputerowych. Przedsiębiorstwo zostało założone w 2006 roku w Krakowie i tworzy gry komputerowe na wszystkie wiodące platformy.
W ciągu kilkunastu miesięcy współpracowała ze studiem Destan Entertainment nad linią małych gier PC, opartych na technologii rendera 2D i 3D. Aktualnie Destan Entertainment jest częścią Teyon. Przedsiębiorstwo posiada siedzibę w Krakowie oraz oddział w Łodzi i Tokyo. Jako deweloper Teyon posiada własną, nowoczesną technologię i tworzy gry komputerowe na wszystkie wiodące platofrmy a także współpracuje z międzynarodowymi wydawcami (Mastiff, Selectsoft). Przedsiębiorstwo zdobyło popularność dzięki świetnie sprzedającej się serii Heavy Fire (WiiWare), a także grom takim jak: Castle Clout (top 100 App Store) czy Blind Shot (2009). Od 2012 roku realizuje w konsorcjum z AGH projekt Raytracer audio i video (RAYAV) ukierunkowany na zrealizowanie silnika audio i wideo nowej generacji.

## Gry
- RoboCop: Rogue City (2023 – PC, PS5, Xbox Series X/S)[7]
- Terminator: Resistance – Annihilation Line (dodatek do Terminatora: Resistance; 2021 – PC, PS5)[8]
- Monster Truck Championship (2020 – PC, PS4, Xbox One, Nintendo Switch)
- Terminator: Resistance (2019 – PC, PS4, Xbox One)
- Rambo: The Video Game (2013 – PC, PS3, Xbox 360)
- Bird Mania (2013 – Nintendo 3DS, iPhone, iPad)
- Heavy Fire: Shattered Spear (2012 – PC, PS3, Xbox 360)
- Heavy Fire: Afghanistan (2011 – PC, Wii, PS3)
- Castle Clout (2011 – iPhone, iPad)
- Heavy Fire (2010)
- Blind Shot (2009)
- Hubert the Teddy Bear: Backyard Games (2009)
- District Wars (2009)
- Battle Rage (2008)
- Burn (2007)
- WR Rally (2006)
- Ball Fighter (2006)